# Lasering
Lasering är målning med transparent färg, kallad lasyr eller lasur. Den transparenta färgen har en mindre andel pigment än täckande färg, eller är gjord med laserande pigment, alltså pigment som i sig själva inte är täckande.

## Användning
Inom konstmåleriet används lasering för att modifiera en torkad och kraftig undermålnings färg eller gråskala. Själva målningen kan byggas upp i flera laserande lager. Det är en tidsödande metod, men den skänker en målning ett djup och en lyster som skulle vara svårt att få fram om färgerna blandades direkt i ett enda lager. Lasyren är i dessa fall oftast oljefärg eller akrylfärg, men även gouache och vattenfärg förekommer.[källa behövs]
Inom hantverksmåleriet finns två sätt att använda lasyr. Ibland - ofta i utvändigt måleri - vill man låta underlagets egenskaper synas genom färgskiktet och på så sätt skapa vad som kan upplevas som en "levande" yta. Man kan också bygga upp en yta med flera laserande skikt på en täckmålad grund.
Målningstekniker som marmorering (marmorimitation) och grisaille (stuckaturimitation) bygger på lasering i många lager, och detsamma gäller ådring (träimitation) som i äldre måleri ofta helt enkelt kallades lasering. Under det senare 1900-talet började hantverksmåleriet  experimentera med lasering som inte hämtade sina förebilder i andra material utan var betydligt friare i uttryck och färgval.

## Pigment för lasyrfärger
Pigment har olika täckkraft, och i laserande färg är det en fördel om pigmenten i sig själva är laserande. En lärobok i ådring och marmorering från 1989 anger följande pigment som laserande:
Gula och gulbruna pigment: Obränd terra.
Bruna och brunröda pigment: Bränd terra,  brun umbra, bränd umbra och  caput mortuum.
Brunsvarta pigment: Kasselbrunt (Van Dyke-brunt).
Röda och rödvioletta pigment: Krapplack.
Gröna och grågröna pigment: Grön umbra, rå umbra och cyprisk umbra (delvis laserande).